# 颜姓
顏姓是中文姓氏之一。在《百家姓》中排第143位。
來自中華人民共和國公安部2009年身份證數據庫數據，顏姓人口數量大陸排名第112名，約170萬

## 分布
顏氏的後人已經分佈全球各地，加上當年顏氏分了好幾派，令顏氏後人分得更加廣泛。而顏氏宗祠則位於中國山東省曲阜城北門內，旁邊有幾棵大樹。其實顏氏宗祠不至這一個，不過大多都集中在山東省內。

## 字派
颜氏虽为四氏之一，却与孔子、孟子，曾子三姓世家，使用完全不同的譜名字派。曲阜颜氏嫡裔第五十九代孙本已使用与孔氏一致的字派，但到六十一代就终止了。据推测是因为与颜氏与孔子沾亲（孔子母亲颜征在，就是颜氏族人），但是当时无法推断颜回与孔子母亲的辈份关系。所以颜氏自颜回六十二世孙时，开始另用字派。
曲阜颜氏嫡裔字派自颜回六十一代孙起，为“公重从嗣胤，伯光绍懋崇，怀士锡振承，景世廷秉培，克建永沛昭，启裕显兆守。德泽知好乐，惟有仰立卓，周正曾安鼎，祥云天自多，继志忠孝悌，纲常如大科。”
颜回其他后裔因流散各地，交通联系不便，许多颜氏后裔都另起字派，比较常见的有：
- “崇怀宗邦，其泽允昌，家学克复，道德昭扬，肇庆宏祚，应毓国良，惟思一本，继起有常”

- “道景秉培进，承沛昭启裕，长思联广临，宏发肇鲁蕃。绍德传家庆，慎中继英贤，四维开新宇，曜滕光尚远”

## 郡望
- 魯郡

## 堂号
- 蒼志府
- 复圣府
- 魯國堂
- 魯國衍派
- 克復堂

## 相關
- 四氏

[在维基数据编辑]
 《百家姓》
 《欽定古今圖書集成·明倫彙編·氏族典·顏姓部》，出自陈梦雷《古今圖書集成》